# 後藤寿彦
後藤 寿彦（ごとう としひこ、1953年5月14日 - ）は、日本のアマチュア野球の選手、監督である。現在は朝日大学野球部総監督。

## 経歴
岐阜県出身。岐阜高等学校では、1970年秋季中部大会県予選で4校決勝リーグへの進出決定戦まで進むが県岐阜商に敗退。慶應義塾大学に進学。東京六大学野球リーグでは1972年に春秋季連続優勝を経験するが、その後はチームが低迷し優勝から遠ざかる。しかし中心打者、遊撃手として活躍し、1975年春季リーグでは戦後3人目となる三冠王を獲得、ベストナインに選出された。リーグ通算56試合に出場し216打数60安打、8本塁打、35打点、打率.278。大学同期に外野手の小島和彦（北海道拓殖銀行）がいる。
1976年に三菱重工三原に入社。同年の都市対抗は広島マツダの補強選手として出場。同じく三菱重工三原から補強された角三男を擁し、三塁手として起用される。準決勝に進むが、北海道拓殖銀行に敗れた。同年のアマチュア野球世界選手権日本代表に選出されている。1978年の都市対抗は日本鋼管福山の補強選手として出場。遊撃手として準々決勝に進むが、熊谷組に敗退。同年もアマチュア野球世界選手権日本代表となる。1979年の都市対抗では、三菱重工広島の補強選手として、金光興二と二遊間を組む。大町定夫（新日本製鐵光から補強）ら投手陣の好投もあって決勝に進出。熊谷組を9回逆転で降し、中国地方に初の黒獅子旗（全国制覇）をもたらした。1982年の都市対抗は8年振りに三菱重工三原が出場、三塁手、四番打者として起用されるが、1回戦で電電東京に敗退。その後は監督を務め、野村貴仁、坊西浩嗣をプロへ送り出した。
1994年に三菱重工を退社して母校・慶大野球部の監督に就任。2001年春のリーグまで指揮を執り、髙木大成、高橋由伸を育てるなどで、チームをリーグ優勝3回、明治神宮野球大会優勝に導いた。その手腕を買われ、慶大の指揮を執りながら全日本アマチュア野球連盟ナショナルチーム強化部会に参加、主に学生をナショナルチームのレベルに引き上げるために一役買った。
2001年に行われる第34回IBAFワールドカップのナショナルチーム編成に当たり、全日本アマチュア野球連盟から監督就任の打診を受け、これを受諾し、慶大の監督を辞任。その後翌年の第14回アジア競技大会、第15回IBAFインターコンチネンタルカップのナショナルチームにおいても監督として指揮を執った。成績は順に4位、3位、5位と振るわなかったが、ちょうど野球日本代表にプロ野球選手が流入してくる時期であり、アマチュア選手との融合に腐心した監督であり、その面で非常に苦労したものと推測される。
その後、出身地である岐阜県を拠点とする西濃運輸からのオファーを受け、総監督としてチームづくりに着手。2009年の都市対抗野球大会予選敗退後、総監督から監督に就任という異例の人事で再びユニフォームを着ることになった。2012年に、西濃運輸監督を退任。岐阜経済大学の客員教授も務めていた。
2013年には、社会人野球時代を過ごした広島県のJR西日本硬式野球部総監督に就任し、2014年には同チームを第85回都市対抗野球大会初出場に導いた。2022年4月より地元・岐阜の朝日大学野球部総監督に就任。

## キャリア・経歴
- 明治神宮野球大会優勝監督
- 第14回アジア競技大会日本代表監督
- 第15回IBAFインターコンチネンタルカップ日本代表監督
- 日米大学野球選手権大会日本代表コーチ